# Tschechoslowakischer Wolfhund
Der Tschechoslowakische Wolfhund (tschechisch československý vlčák, slowakisch československý vlčiak) ist eine von der FCI anerkannte Hunderasse aus der ehemaligen Tschechoslowakei (FCI-Gruppe 1, Sektion 1, Standard Nr. 332).

## Herkunft und Geschichtliches

### Kreuzungsprojekt
Der Tschechoslowakische Wolfhund hat seinen Ursprung in Kreuzungen von Deutschen Schäferhunden mit Wölfen aus den Karpaten. Entsprechende Versuche begannen 1955 in Einrichtungen des Grenzschutzes der Tschechoslowakei, erst 1958 fiel jedoch der erste Wurf. Die Diensthunde sollten den Gegebenheiten in der Tschechoslowakei besser angepasst werden: den Höhenlagen der Grenzgebiete mit viel Schnee und großer Kälte.
Der Biologe Karel Hartl hatte diese Aufgabe übernommen, ohne auch nur auf die Idee zu kommen, eine neue Hunderasse zu schaffen. Zu diesem Zweck verpaarte er mehrfach Karpatenwölfe mit Deutschen Schäferhunden, sowohl Rüden als auch Hündinnen. So entstanden vier Zuchtlinien. Im Vordergrund stand das wissenschaftliche Interesse, wie sich diese Verpaarungen auf Fruchtbarkeit und anatomische Eigenheiten bei der Vererbung auswirken würden. Schon bei der ersten Generation (F1) ließ sich eine gewisse Erziehbarkeit bei den Nachkommen feststellen. Aber auch das Wolfserbe machte sich durch Scheu, Fluchttendenz und aggressives Verhalten bei Unterschreitung der Fluchtdistanz bemerkbar.
Zur ersten Paarung im Rahmen des Kreuzungsprojekts kam es durch Zufall. Die Wölfin Brita, die als eines von vier Zuchttieren ausgesucht worden war, hatte bis dahin das Decken verweigert und die ausgesuchten Rüden verletzt, obwohl alle erfahrene und sorgsam ausgesuchte Deckrüden waren. Ein sehr aggressiver und dominanter Zuchtrüde, der Deutsche Schäferhund Cézar z Březového háje gelangte während der Hitze der Wölfin in ihr Gehege und es kam zur Paarung. Der gefährliche und unbeherrschbare Rüde griff später seinen Hundeführer an und musste getötet werden. Am 26. Mai 1958 fiel in der Zuchtstätte des Grenzschutzes in Libějovice der Wurf aus dieser Verbindung und damit der erste Hybridwurf dieses Projekts.
Ausgewählte Wolf-Hund-Hybriden (Nachkommen von Mischverpaarungen) der ersten Generation wurden weiter mit ausgesuchten Deutschen Schäferhunden aus unterschiedlichen Zuchtlinien verpaart. Die weiteren Verpaarungen erfolgten nicht immer konsequent nur mit Deutschen Schäferhunden, sondern auch in Folge mit Wolf-Hund-Mischlingen der F1-F4-Generation. Die letztmalige Wolfseinkreuzung erfolgte 1983.
Der Rüde Kazan z Pohraniční stráže wurde am 26. April 1983 aus einer Verpaarung des Deutschen Schäferhunds Bojar von Schotterhof (geworfen am 13. März 1975) mit der Wölfin Lejdy geworfen und später direkt in der Zucht des Tschechoslowakischen Wolfhunds verwendet. Kazan bestand die tschechische Gebrauchshundprüfung, er zeigte sehr gute Fährtenarbeit und war überraschenderweise auch erfolgreich in Unterordnung und Schutzdienst.
Ab etwa der fünften Generation konnten einige dieser Hunde als Diensthunde bei der Armee eingesetzt werden. Bedingung war, dass sich diese Hunde eng an den Menschen banden, indem sie schon früh mit Menschen sozialisiert wurden. Die meisten anderen waren nicht diensttauglich, da sie gegen Fremde wolfstypisches, scheues Verhalten an den Tag legten.
Die Armee hat es aufgegeben, diese Hunde einsetzen zu wollen; sie trat als Auftraggeber der Zucht nicht mehr in Erscheinung. Die Zucht und damit die Weiterentwicklung kam nach 1971 fast zum Erliegen; das ging so weit, dass die Tiere getötet werden sollten und teils auch wurden.

### Rasseklubgründung und Rasseanerkennung
Erst zehn Jahre später, 1982, wurde der Klub für Tschechoslowakische Wolfhunde gegründet, der die Zuchtbemühungen in eigener Regie wieder aufnahm. In Folge wurde die Rasse 1982 vom kynologischen Dachverband der ČSSR anerkannt. 1989 erfolgte die vorläufige Anerkennung durch die FCI, 1999 die endgültige. In den Standard wurden unter anderem das wolfsähnliche Aussehen und die wolfsähnliche Bewegung aufgenommen.

## Beschreibung
Der Tschechoslowakische Wolfhund gleicht einem sehr hochbeinigen wolfsfarbenen Deutschen Schäferhund, stockhaarig mit einem leichten, eleganten Bau. Rüden sollen laut Standard größer sein als 65 cm, Hündinnen größer als 60 cm, wobei der Rüde mindestens 26 kg und die Hündin 20 kg schwer sein soll. Die Ohren sind mittelgroß, stehend.
Tschechoslowakische Wolfhunde verfügen über ein großes Repertoire an Körpersprache, das sie zur Kommunikation einsetzen. Hündinnen werden meist nur einmal im Jahr läufig.

## Wesen
Bei der Entstehung der Rasse wurde Verhalten gezielt gefördert, das sie zu einem besseren Grenzhund machen sollte als den Deutschen Schäferhund. Wie bei allen Hunden ist es bei der Erziehung von Tschechoslowakischen Wolfhunden wichtig, sie früh zu sozialisieren, mit Umwelteinflüssen zu konfrontieren und mit Menschen vertraut zu machen. Ein gesundes Misstrauen und eine gewisse Reserviertheit allem Neuen und Unbekannten gegenüber ist gewünscht und im FCI-Standard festgeschrieben. Fehlende Sozialisierung kann allerdings bleibende Scheu und Schreckhaftigkeit zur Folge haben.
Bei Hundehaltern ist dieser Hund wegen der Vorteile, die aus den besonderen Zuchtzielen resultieren, beliebt. So sind seine Ausdauer, seine extreme Leistungsfähigkeit, sein Orientierungssinn und Fährtensicherheit bemerkenswert.

## Verwendung
Die Ausbildung ist in der Regel anspruchsvoller und langwieriger als bei den gängigen Diensthunderassen. Trotz seiner vielfältigen Fähigkeiten erfordert der Hund einen geschickten Ausbilder, der den Hund vielfältig fordern kann und Zeit sowie viel Konsequenz und Einfühlungsvermögen mitbringt.

## Rechtslage
In Norwegen ist der Tschechoslowakische Wolfhund verboten.
Im Schweizer Kanton Tessin steht die Rasse auf der Rasseliste der potentiell gefährlichen Hunderassen, die Haltung ist dort bewilligungspflichtig.